# Cirque Helvetia
Le cirque Helvetia est un cirque suisse.

## Description
Le cirque Helvetia est un petit cirque familial créé en 1975 par le Vaudois Daniel Maillard, qui avait notamment présenté des numéros d'illusionniste au cirque Nock. Il succède à l'Arène Variété Helvetia, un cirque à ciel ouvert des années 1950, dont l'équipement est racheté en 1974. 
Il est le seul cirque entièrement suisse romand et le plus petit de Suisse : son premier chapiteau de toile, acquis en 1978, a une capacité de 350 places pour onze mètres de diamètre. Il compte notamment au sein de sa troupe la trapéziste-contorsionniste Brigitte Maillard, formée à l'Académie Fratellini en 1979 et 1980 et épouse du fondateur.
Il est tenu depuis 2012 par Julien Maillard, fils aîné du fondateur Daniel Maillard.
Il propose depuis 2004 des après-midis pédagogiques avec initiation aux arts du cirque pour les enfants.

## Histoire
En 1983, le cirque acquiert un nouveau chapiteau de 18 mètres. De conception italienne, il est à peine plus grand que le premier et permet un spectacle de meilleure qualité[réf. nécessaire].
En 1988 ont lieu les premières représentations à Genève, sur la plaine de Plainpalais,.
En 1991, grâce à l'aide de la Loterie romande, le cirque fait l'acquisition d'un nouveau chapiteau de 4 mats et de 20 mètres de diamètre.
En 2003, toujours grâce au soutien de la Loterie Romande, le cirque fait l'acquisition d'un tout nouveau chapiteau et présente le premier Cirque de Noël de Moudon.